# 郭嘉諾
郭嘉諾（Kenneth Kwok Kar Lok，1980年3月14日—），生於英屬香港，退役香港足球員，司職中堅，其父郭錦洪為南華名宿及前中華民國國腳。他於2021年初取得亞洲足協專業級教練證書，現時為澳門足球代表隊主教練。

## 早年生活
郭嘉諾生於香港聖保祿醫院，在童年時獲身為著名足球員的父親郭錦洪和半職業網球手母親的支持，投放大部分時間在網球上，並曾經是香港前5名青年球手，至14歲起將時間轉投足球上，先投考愉園青年軍，後效力南華預備組，並入選香港學界代表隊。至中學畢業後，他以學生運動員身份升讀香港城市大學英文系，期間在大學校隊擔當隊長，協助城市大學相隔十年再度稱霸，及後再報讀香港大學運動科學學位課程。

## 球員生涯
畢業後，適逢港會再升班甲組，驅使郭嘉諾前往試腳，並獲現時港會營運總監東尼施利邀請到足球部工作，同時兼職香港青年代表隊助教工作，而他在港會工作7年間曾獲選年度最佳經理，甚至被視為東尼施利的接班人，到2010年再隨港會重返甲組，不過始終球會由業餘球員組成，在聯賽以9戰2和7負只得2分排包尾，然而，港會在2011年1月8日的聯賽盃8強賽事卻以2–1爆冷擊敗大埔，首度晉身聯賽盃四強，及後在2月13日的四強加時以1–2不敵飛馬出局。

## 教練生涯
直到2011年12月，郭嘉諾的父親郭錦洪離世後，令他自覺是時候為香港球壇貢獻，結果他在幾個月後選擇辭職，並遠赴澳洲考取教練牌，更在同年獲甲組球會太陽飛馬的主教練陳志康邀請擔任助教。
2015年，他開始擔任香港U18及香港U21的主教練期間，率領香港U17在表演賽以2–3僅負曼聯U16青年軍。
2017年8月，他獲委任為以年輕組球員成的香港B隊教練，並帶領香港於第73屆港澳埠際賽以4–0擊敗澳門代表隊，同年12月，他再度帶領香港B隊在第40屆省港盃兩回合中，憑互射12碼以4–2擊敗廣東，重奪失落五屆的省港盃冠軍。
2018年4月27日，香港足球總會宣布郭嘉諾以臨時主教練身份領香港U23出戰亞洲運動會。
2018／19球季，郭嘉諾接掌上季銀牌盟主佳聯元朗帥印，身兼兩職，全職教元朗，兼教足總青訓。首次帶隊征戰頂級聯賽亦帶領佳聯元朗殺入菁英盃決賽和足總盃四強。
2018年12月，郭嘉諾被任命帶領香港U23隊出戰第41屆省港盃，首回合廣東2-1戰勝香港，次回合港隊4-0大勝廣東。總比數5-2成功衛冕。
2019／20球季，和富大埔在將帥離隊後，新季將由郭嘉諾聯同馮凱文合作，以「雙教練」形式接掌球隊帥印。但是，他在執教大埔3個月後請辭。
2020年2月1日，郭嘉諾重掌佳聯元朗帥印。原因是亞洲足協專業教練牌照（Pro License）課程受COVID-19影響而再度押後，郭嘉諾表示不可能無限期地等待。為達成夢想，他沒法子離開球圈太久，必須近距離觀察每位球員、感受香港足球的變化，最終決定回歸元朗隊簽約至季尾。
2020／21球季，郭嘉諾接掌天水圍飛馬的帥印。
2022年4月5日，郭嘉諾接掌台南台鋼帥印，帶領球隊出戰亞協盃小組賽。合作關係於2022年7月16日期滿。
2022年10月3日，香港超級聯賽球會深水埗宣布郭嘉諾以主教練身份帶領球隊。
2024年11月7日，澳門足球總會宣佈郭嘉諾擔任澳門足球代表隊主教練。

## 教練榮譽
香港代表隊
- 港澳埠際賽冠軍（2017年）
- 省港盃冠軍（2018年、2019年）

## 演出
- 2025年：足球女將（螢花YFFC主教練）

## 外部連結
- 香港足球總會網頁球員註冊資料 （页面存档备份，存于）